# Guido Verucci
Guido Verucci (Palermo, 13 novembre 1929 – Fiuggi, 21 maggio 2015) è stato uno storico, scrittore e docente universitario italiano.

## Biografia
Nato a Palermo nel 1929, ha insegnato Storia moderna nelle Università di Macerata, Salerno e Roma Tor Vergata nella quale è stato tra i primissimi docenti. Dal 1990 al 1995 è stato preside della Facoltà di lettere e filosofia dell'Università di Roma Tor Vergata ed in seguito è stato nominato professore emerito della stessa Facoltà.
La sua attività di ricerca si è concentrata soprattutto sul Cattolicesimo otto-novecentesco e sulle diverse confessioni cristiane dell'età Moderna.
Molti studiosi, dopo essersi laureati con Guido Verucci, hanno continuato la sua attività di ricerca come ad esempio la storica Lucia Ceci che insegna Storia contemporanea sempre nella stessa facoltà di Tor Vergata ed Elena Aga Rossi, oggi scrittrice e docente ordinaria di Storia contemporanea presso l'Università degli Studi dell'Aquila. Allievi, colleghi e amici hanno raccolto un volume in suo onore nel 2005.
Negli ultimi anni di vita ha continuato a indagare i rapporti tra Chiesa e Stato nell'Italia unita ed ha realizzato varie opere sull'argomento.
Si è spento a Fiuggi, il 21 maggio 2015. I funerali si sono tenuti a Roma, nella chiesa di Santa Maria Maddalena de' Pazzi.

## Opere
- La Chiesa da Pio VI a Leone XII: a proposito di due libri recenti, Roma, 1963.
- Chiesa e società nell'Italia della Restaurazione (1814-1830), Roma, Istituto per la storia del Risorgimento italiano, 1974.
- "La Chiesa nella società contemporanea", Laterza, 1988.
- L'Italia laica prima e dopo l'Unità. 1848-1876, Roma-Bari, Laterza, 1996.
- Idealisti all'Indice. Croce, Gentile e la condanna del Sant'Uffizio, Roma-Bari, Laterza, 2006[3].
- L'eresia del Novecento. La Chiesa e la repressione del modernismo in Italia, Torino, Einaudi, 2010[4].